# Вяжевич, Александр Викторович
Александр Викторович Вяжевич (бел. Аляксандр Віктаравіч Вяжэвіч; род. 7 июня 1970) — белорусский футболист, нападающий.

## Клубная карьера
Профессиональную карьеру начал в 1990 году в «Молодечно». 1991 год провёл в минском «Динамо». В 1992 году вернулся обратно в «Молодечно». Своей игрой привлёк внимание тренерского штаба российского клуба «Источник», куда перешёл в 1995 году. Но в следующем году вновь вернулся в «Молодечно». 1997 год провёл в России, выступая за новороссийский «Черноморец» и ставропольское «Динамо» (за основной состав и дубль). Также Вяжевич выступал за кипрский клуб «Неа Саламина» и бобруйскую «Белшину». Карьеру завершил в 2003, выступая за минское «Торпедо».

## Карьера в сборной
Дебют за национальную сборную Беларуси состоялся 9 октября 1996 года в матче квалификации на ЧМ 1998 против сборной Латвии (1:1). Всего Вяжевич провёл за сборную 2 матча.

## Достижения
«Динамо» Минск
- Бронзовый призёр Чемпионата Беларуси : 2000
- Финалист Кубка Беларуси: 1997/98

«Неа Саламина»
- Финалист Кубка Кипра: 2000/01

«Белшина»
- Чемпион Беларуси : 2001
- Обладатель Кубка Беларуси: 2000/01